# ارباب جزر و مد
«ارباب جزر و مد» (به انگلیسی: The Lord of the Tides) هشتمین قسمت از فصل اول سریال تلویزیونی درام فانتزی خاندان اژدها از اچ‌بی‌او است که نخستین بار در ۹ اکتبر ۲۰۲۲ پخش شد. این قسمت توسط آیلین شیم نوشته شده و گیتا واسانت پاتل کارگردانی آن را بر عهده داشته‌است.
با جهش داستانیِ ۶ ساله پس از قسمت قبلی، این اپیزود بحث در کینگز لندینگ در مورد جانشینی لرد کورلیس ولاریون به عنوان «ارباب جزر و مد» را به تصویر می‌کشد، که توسط برادرش سِر ویموند ولاریون علیه جانشین تاییدشدهٔ قبلی کورلیس یعنی نوه‌اش، لوسریس آغاز می‌شود؛ علاوه بر آن بدترشدن وضعیت سلامتی پادشاه ویسریس را نشان می‌دهد که منجر به مرگ او می‌شود، و نامزدی جاکریس ولاریون و بئلا تارگرین و همچنین لوسریس ولاریون و رینا تارگرین را به تصویر می‌کشد.
این قسمت نقدهای بسیار مثبتی از منتقدان دریافت کرده‌است، که به ویژه در زمینهٔ کارگردانی، نویسندگی، آهنگسازی و اجرای بازیگران، به‌ویژه پدی کانسیداین، که برجسته‌ترین بخش قسمت در نظر گرفته‌شد، مورد تحسین قرار گرفت.

## داستان
پس از شش سال، جانشینی خاندان ولاریون زمانی زیر سؤال می‌رود که کورلیس ولاریون، ارباب جزر و مد، در استپ استونز در حال مبارزه با تری‌آرچی به شدت زخمی می‌شود. برادرش، سِر ویموند ولاریون (ویل جانسون)، از پادشاهی درخواست می‌کند تا وارث کورلیس نامیده شود، و اعلام می‌کند که لوسریس (الیوت گریهولت) پسر قانونی سِر لینور ولاریون نیست. پرنسس رینیرای باردار (اما دآرسی)، شاهزاده دیمون (مت اسمیت) و فرزندانشان برای دفاع از ادعای لوسریس به پایتخت بازمی‌گردند. رینیرا اشاره می‌کند که رِد کیپ چقدر تغییر یافته‌است و منعکس‌کننده دین جدیدی است که ملکه آلیسنت پذیرفته‌است. پادشاه ویسریس (پدی کانسیداین)، که اکنون در بستر بیماری است، از دیدار با پسران رینیرا و دیمون، و اِگان و ویسریس جوان، خوشحال می‌شود. همه امور سلطنتی اکنون تحت نظارت ملکه آلیسنت (اولیویا کوک) و دست پادشاه، سر آتو های‌تاور (ریس ایفانز) است که ویسریس را با شیر خشخاش ساکت نگه می‌دارند.
شاهزاده اِگان (تام گلین-کارنی)، که اکنون با خواهرش هلنا (فیا سابان) ازدواج کرده‌است، به یک خدمتکار تجاوز می‌کند. ملکه برای مخفی نگه‌داشتن این امر، به قربانی تاوان پرداخت می‌کند. پرنسس رینیرا برای جلب حمایت پرنسس رینیس (ایو بست)، پیشنهاد ازدواج بین پسرش، شاهزاده جاکریس (هری کولت) با نوهٔ رینیس، لیدی بئلا (بتانی آنتونیا) را مطرح می‌کند، که در نهایت به عنوان پادشاه و ملکه حکومت خواهند کرد؛ او همچنین پیشنهاد می‌کند که پسر دیگرش لوسریس با خواهر دوقلوی بئلا، لیدی رینا (فیبی کمپبل) ازدواج کند، که بانوی دریفتمارک خواهد شد و نام و سلسله خون‌پاک ولاریون را ادامه خواهد داد. او همچنین از پدرش ویسریس می‌خواهد که از جانشینی او برای تاج‌وتخت دفاع کند، و رؤیای نبوی اِگان فاتح را در مورد «شاهزاده‌ای که وعده داده‌شده» نقل می‌کند.
سِر ویموند دادخواست خود را به دادگاه ارائه می‌کند. در حالی که رینیرا شروع به صحبت می‌کند، پادشاه ویسریسِ ضعیف به‌سختی وارد دربار تاج‌وتخت می‌شود و دادگاه را شوکه می‌کند. ویسریس برای رسیدن به تخت آهنین تلاش می‌کند که در نهایت دیمون به او کمک می‌کند. پادشاه سپس اعلام می‌کند که لوسریس وارث دریفت‌مارک است. ویموندِ خشمگین، رینیرا را فاحشه و سه پسر بزرگترش را حرامزاده می‌خواند. دیمون بلافاصله سر او را از تن جدا می‌کند.
خانواده‌های سلطنتی برای جشنی گرد هم می‌آیند که در آن پادشاه از همه می‌خواهد که اشتباهات گذشتهٔ خود را جبران کنند. پس از رفتن پادشاه، ایموند (ایوان میچل) با تمسخر جاکریس، لوسریس و جافری را به عنوان «پسرانِ اِسترانگ (بازی با واژگان به‌معنیِ قوی)» می‌خواند و به پدر متوفی و شایعه‌شده‌شان، سِر هاروین استرانگ اشاره می‌کند که باعث دعوایی بین شاهزاده‌ها می‌شود. در میان تنش‌های سلطنتی فزاینده، رینیرا خانواده‌اش را برای بازگشت به دراگون استون آماده می‌کند. ویسریس، در بستر مرگ، آلیسنت را با رینیرا اشتباه می‌گیرد و بخش‌هایی از رؤیای اِگانِ فاتح را زمزمه می‌کند. آلیسنت آن را به اشتباه تعبیر می‌کند که ویسریس می‌خواهد پسرشان اِگان پادشاه شود. سپس ویسریس به «عشق» خود، ملکه اِما، صدا می‌زند و می‌میرد.
در همین حال، تایلا (الکسیس رابن)، بانوی منتظر ملکه آلیسنت، از معشوقهٔ سابق دیمون، میساریا (سونویا میزونو) دیدن می‌کند تا اطلاعاتی را در مورد خانواده سلطنتی ارائه دهد.

## تولید

### نویسندگی و فیلم‌برداری
«ارباب جزر و مد» به کارگردانی گیتا واسانت پاتل و نویسندگی آیلین شیم ساخته شد و نخستین حضور آن‌ها در مجموعه بازی تاج‌وتخت بود. نام اپیزود به عنوانی اشاره دارد که بر روی بحث جانشینی لرد کورلیس ولاریون متمرکز است.

### بازیگران
این قسمت نخستین حضور تام گلین-کارنی در نقش اِگان تارگرین بزرگسال، فیا سابان در نقش هلنا تارگرین بزرگسال، ایوان میچل در نقش ایموند تارگرین بزرگسال، هری کولت در نقش جاکریس ولاریون بزرگسال، الیوت گریهولت در نقش لوسریس ولاریون بزرگسالان، بتانی آنتونیا در نقش بئلا تارگرین بزرگسال و فیبی کمبل در نقش رینا تارگرین بزرگسال را رقم می‌زند که جانشین تای تننت، ایوی آلن، لئو اشتون، لئو هارت، هاروی سادلر، شانی اسمتورست و ایوا اوسی-گرنینگ شدند که به ترتیب نسخهٔ جوان این هفت شخصیت را در قسمت‌های ششم و هفتم به تصویر کشیدند. از میان هفت بازیگر، گریهولت تنها بازیگری بود که در تیتراژ آغازین حضور نداشت، اما در عوض در تیتراژ پایانی حضور یافت. علاوه بر این، پس از مرگ پادشاه ویسریس تارگرین و سِر ویموند ولاریون، این قسمت به ترتیب نشان‌دهندهٔ آخرین حضور پدی کانسیداین و ویل جانسون نیز هست.

## بازخورد

### رتبه‌بندی
حدود ۱٫۷۳ میلیون بیننده «ارباب جزر و مد» را در اولین پخش آن از اچ‌بی‌او در ۹ اکتبر ۲۰۲۲ تماشا کردند.

### پاسخ انتقادی

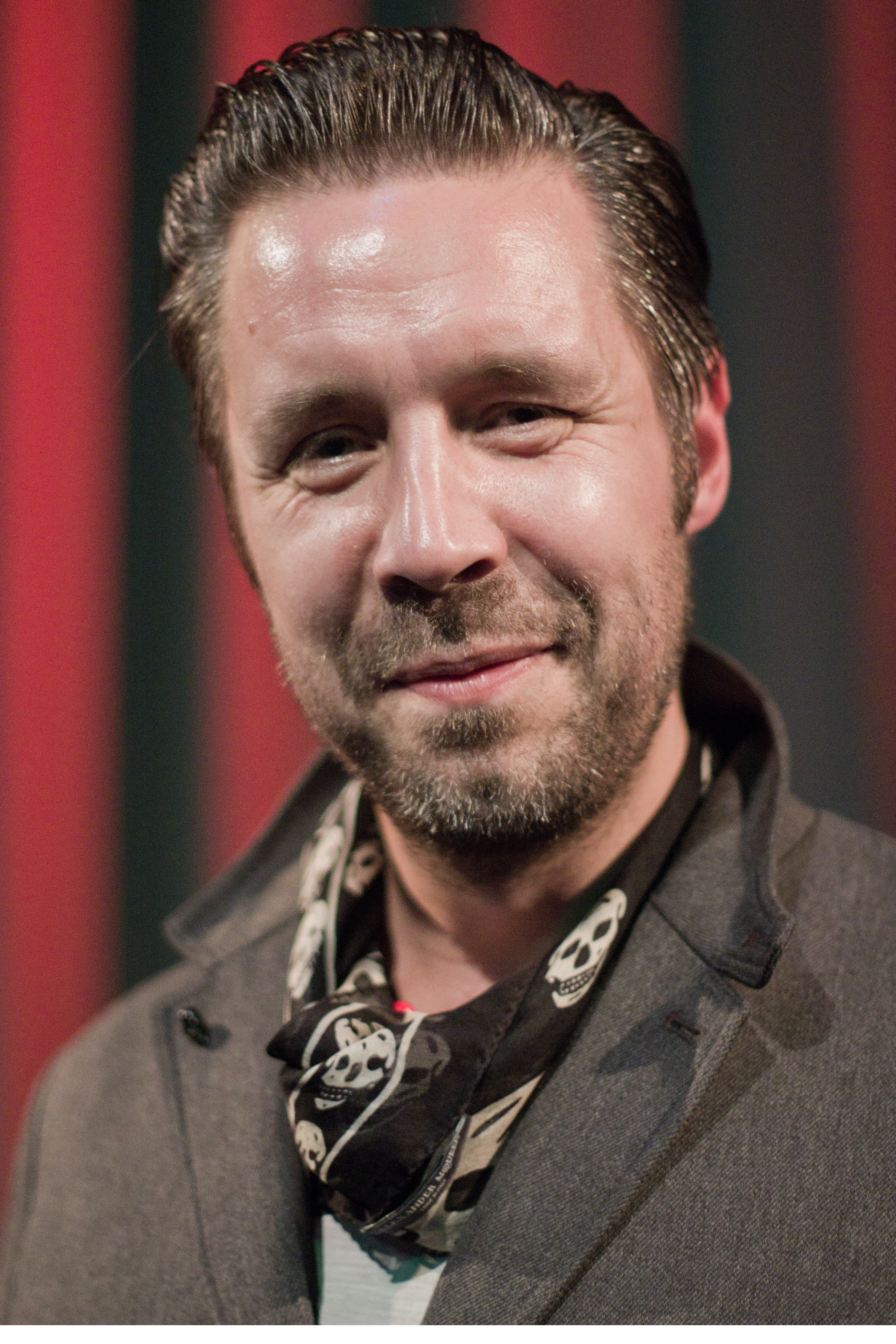
کانسیداین برای بازی خود در این قسمت مورد تحسین منتقدان قرار گرفت.

این قسمت نقدهای بسیار مثبتی از سوی منتقدان دریافت کرده‌است. در وبسایت بازبینی‌خوانی راتن تومیتوز، ۹۷٪ از ۳۲ بررسی منتقدین مثبت است و این قسمت میانگینِ امتیاز ۷٫۸/۱۰ را در اختیار دارد. اجماع این وب‌سایت چنین می‌نویسد: «خانواده برای یک آتش‌بس کوتاه‌مدت در «ارباب جزر و مد» گرد هم می‌آیند، قسمتی غم‌انگیز که بازی تاثیرگذارِ پدی کانسیداین در نقش پادشاه ویسریس بیمار را به نمایش می‌گذارد.» این قسمت امتیاز «شگفت‌انگیزِ» ۹ از ۱۰ را از هلن اوهارا از آی‌جی‌ان، امتیاز ۴٫۵ از ۵ ستاره را از الک بوجلاد از دن آف گیک و نمره «A-» را از جنا شرر از ای. وی. کلاب دریافت کرد. . اوهارا در نقد خود این قسمت را «یک اپیزود هوشمندانه، خوب نوشته‌شده و شخصیت‌محور» دانست که «یک بار دیگر نمایش را در زمان به جلو می‌برد بدون اینکه به‌طور کامل طرح داستان را از دست بدهد.» بوجلاد آن را «یک قسمت هیجان‌انگیز [و] مؤثر تلویزیونی» نامید. شرر آن را «بهترین قسمت سریال تا به امروز» دانست.
اجرای کانسیداین توسط بسیاری از منتقدان به عنوان برجسته‌ترین بخش از این قسمت مورد توجه قرار گرفت. بوجلاد این اجرا را «فوق‌العاده» خواند، در حالی که شرر آن را شایسته جایزهٔ امی دانست. چندین منتقد سخنرانی ویسریس را در طول شام خانوادگی در رد کیپ برجسته دانستند. دانیل ون بوم از سی‌نت گفت که این «یک سخنرانی باشکوه» بود و حضور او «همان چیزهای کلاسیک با کیفیت بازی تاج‌وتخت» است. علاوه بر این، خود صحنهٔ شام نیز مورد تحسین قرار گرفت. بوجلاد آن را «بهترین ساعت [سریال] و شاید یکی از بهترین صحنه‌های مجموعه بازی تاج‌وتخت» نامید. صحنهٔ تالار بزرگ هنگامی که ویسریس از اتاق عبور می‌کند تا به تخت آهنین برسد نیز مورد ستایش قرار گرفت، و شرر نوشت: «سفر آهسته و دردناک ویسریس در سراسر دربار به سوی تخت آهنین، مجموعه‌ای خیره‌کننده را ایجاد می‌کند، که نتیجهٔ تمام اپیزودهایی است که ما در آن فروتنی او را مشاهده کرده‌ایم». علاوه بر این، منتقدان همچنین کارگردانی پاتل، نویسندگی شیم، شیمیِ بین کوک و دآرسی، و اجرای بست، کوک، دآرسی، میچل، و اسمیت را ستودند.